# Гузенко Ігор Сергійович
Ігор Сергійович Гузенко (нар.13 січня 1919, Рогачове, Московська область — 8 червня 1982, Міссісога, Канада) — колишній начальник відділу шифрування посольства СРСР в Канаді, криптограф, що передав канадській стороні шифри та документи з даними радянської агентури.

## Біографія

### Ранні роки життя
Народився 13 січня 1919 року у селі Рогачове, Московської області, був наймолодшим з чотирьох дітей у родині. У тому ж році від тифу помер батько. Мати працювала вчителем. У 1935 році Ігор Гузенко вступив до комсомолу. Після закінчення школи у 1937 році поступив до Московського інженерно-будівельного інституту, навчався на архітектурному факультеті. У 1941 році був призваний до армії, брав участь у військових діях. У 1942 році направлений до школи військової розвідки, де вивчав шифрування і англійську мову.
До Канади прибув у серпні 1943 року через Далекий Схід, літаком спочатку в Едмонтон, а далі потягом до Оттави. Дружина Світлана прибула до Канади в жовтні 1943 року. Невдовзі після переїзду народився перший син — Андрій. Хоча у посольстві Гузенко числився як цивільний працівник, мав звання старшого лейтенанта та кличку «Кларк», працював шифрувальником. Під час роботи мав добрі, дружні стосунки із військовим аташе посольства полковником Миколою Заботіним. Хоча за статусом шифрувальника мав мешкати на території посольства, через плач малолітньої дитини, який турбував дружину Заботіна, Гузенку було дозволено поселитися у місті.

### Утеча
Ще в кінці 1944 року в керівників ГРУ з'явилися підозри щодо Гузенка, і Москва надіслала листа з вимогою відкликати Гузенка в СРСР, однак Заботіну вдалося переконати центр залишити шифрувальника надовше. Тим часом Гузенко, сам розшифровуючи телеграми центру, знав про підозри, і щоб врятувати сім'ю від ймовірних репресій, почав готуватися до втечі на Захід. За свідченнями дружини, Світлани Гузенко, однією з причин втечі також був приклад ще одного радянського перебіжчика Віктора Кравченка, якого прийняли у США і не видали СРСР. Остаточною причиною переходу на Захід стала остання телеграма центру від серпня 1945 року, яка містила відкриті погрози на адресу Гузенка і вимагала негайно повернути його до Москви.
Увечері 5 вересня 1945 року Гузенко виніс із посольства 109 секретних документів і пішов до місцевої газети з метою привернути увагу громадськості до шпигунської діяльності Москви у Канаді. Проте у газеті до його пропозиції поставилися скептично і порадили піти до поліції, або прийти наступного дня поговорити з головним редактором. Того ж дня Гузенко також намагався побачитися з міністром юстиції, але у приймальні міністра йому порадили прийти наступного дня.
6 вересня вранці Гузенко вже з жінкою та дитиною знову прийшов до Міністерства юстиції та повідомив про свій намір передати секретні документи, однак працівники міністерства спочатку тримали його в приймальні протягом двох годин, а потім повідомили, що міністр його не прийме. З приймальні міністра Гузенки направилися знову до редакції газети, але й там їм не повірили й знову направили у міністерство юстиції, а звідти до федеральної прокуратури. У приймальні прокуратури секретарка повідомила про втечу Гузенка поліцію, а також офіс прем'єр-міністра Канади. Попри це ніхто знову не хотів вірити Гузенку і вони повернулися додому. Ввечері того ж дня до квартири Гузенка прибув спочатку шофер посольства, який намагався його знайти, а пізніше прибули четверо працівників посольства, які виламали двері у квартирі та провели обшук. Однак Гузенко з дружиною і сином сховався у сусідів, які викликали поліцію. Міська поліція допитала працівників посольства, але не мала права їх затримувати. Щойно вранці 7 вересня 1945 року поліція нарешті забрала Гузенка із сім'єю до офісу Канадської кінної поліції, яка в той час виконувала функції секретної служби Канади, де й почалося розслідування шпигунської діяльності СРСР у Канаді.
Історія втечі радянського шпигуна втілена у двох американських фільмах: «Залізна завіса» (The Iron Curtain, Дена Ендрюс 1948) і «Операція „Облава“» (Operation Manhunt, 1954).

### Родина
Після втечі Гузенко з родиною оселився в Торонто, де проживав під ім'ям Джордж Браун. З дружиною мали 8 дітей. Помер у 1982 році.

## Літературна творчість
Видав кілька мемуарних книжок та роман «Падіння титана» (про останні роки Максима Горького), за який у 1955 р. був номінований на Нобелівську премію.

### Цитовані джерела
- Sawatsky, John (1984). "Gouzenko: the untold story". Toronto: Macmillan of Canada. ISBN 0-7715-9812-2.